# Klaus Karl (Komponist)
Klaus Karl (* 8. August 1940 in Vöcklabruck, Oberösterreich) ist ein österreichischer Komponist und Tobi-Reiser-Preisträger 2010.

## Leben
Klaus Karl wuchs in Vöcklabruck auf und lebt inzwischen seit vielen Jahren in Ottensheim, nordwestlich von Linz. In eine musikalische Familie hineingeboren, Vater Sepp Karl schrieb unter anderem Lehrwerke für Gitarre, erlernte er Gitarre, Violine, später auch Posaune, Basstrompete und Tuba. Karl studierte Welthandel in Wien und arbeitete danach lange Jahre als Exportkaufmann. Geschäftsverhandlungen pflegte er in fünf verschiedenen Sprachen zu führen. Auf seinen zahlreichen Geschäftsreisen hatte er auch ausgiebig Zeit seinem „Hobby“, dem Komponieren, zu frönen.
Als Komponist hat es Klaus Karl auf über 800 Musikstücke gebracht, zahlreiche davon in seiner Pension dann ins Internet gestellt. Viele seiner Werke werden heute im alpenländischen Raum gespielt und gesungen. Für seine Arbeit als Musikvermittler, aber auch als Komponist wurde er 2010 mit dem Tobi-Reiser-Preis ausgezeichnet.
Klaus Karl spielt seine Gitarre in einer Vielzahl unterschiedlicher Gruppen, wie zum Beispiel der Ottensheimer Saitenmusi, der Mühlviertler Gitarrenmusi oder dem Bloacherbach Trio.

## Gruppen
In den nachstehenden Gruppen hat Klaus Karl mitgewirkt oder wirkt er noch immer mit:
- Gitarrenduo Sepp und Klaus Karl
- Ottensheimer Saitenmusi
- Gitarrenduo Karl/Hillbrand
- Karl Musi
- Bloacherbach Trio und Duo
- Greßn Klarinetten und Saitenmusi + Quartett
- Mühlviertler Gitarrenmusi
- Mühlviertler Tanzlmusi
- G'sund uns Musi
- Ottensheimer Tanzlmusi
- Ottensheimer Dreig'sang
- Genießermusi
- Kollerbichl Trio